# 이서면 (청도군)
이서면(伊西面)은 대한민국 경상북도 청도군의 면이다. 2016년 12월 31일 기준, 면적은 55.31km2이고, 인구는 4,655명이다.

## 행정 구역
칠엽리, 대전리, 가금리, 구라리, 서원리, 각계리, 학산리, 수야리, 금촌리, 문수리, 고철리, 양원리, 신촌리, 칠곡리, 대곡리, 팔조리, 흥선리

## 같이 보기
- 이서초등학교 (학산리)
- 칠곡초등학교 (폐교) - 이서면 이서로 567 (양원리)
- 이서중학교 (서원리)
- 이서고등학교 (서원리)